# Valentina Lutayeva
Valentina Ivanivna Lutayeva (en ucraniano: Валентина Іванівна Лутаєва-Берзіна, Zaporiyia, RSS de Ucrania, Unión Soviética; 18 de junio de 1956-12 de enero de 2023) fue una balonmanista ucraniana que jugaba en la posición de guardameta y fue campeona olímpica con la selección femenina de balonmano de la Unión Soviética.

## Carrera
Participó con la selección nacional de balonmano de la Unión Soviética en los Juegos Olímpicos de Moscú 1980 luego de vencer en la final a Yugoslavia. Más tarde sería nombrada Maestra de Deportes de la URSS.

## Equipos
| Periodo   | Club            |
| --------- | --------------- |
| 1973-1986 | ZTR Zaporiyia   |
| 1986-1989 | Motor Zaporiyia |
| 1989      | AZS Wrocław     |
| 1990      | HC Bratislava   |